# Lingadal, Ramdurg
Lingadal là một làng thuộc tehsil Ramdurg, huyện Belgaum, bang Karnataka, Ấn Độ.